# Ланграйн білоспинний
Ланграйн білоспинний (Artamus monachus) — вид горобцеподібних птахів родини ланграйнових (Artamidae).

## Поширення
Ендемік Індонезії. Поширений на островах Сулавесі, Лембе, Бутунг, Тогіанських, Банггайських островах і Сула. Живе у дощових лісах з густим пологом.

## Опис
Дрібний птах, завдовжки 19-20 см, вагою 50-60 г. Це птах з міцною зовнішністю, з сплющеною головою, коротким конічним дзьобом, довгими загостреними крилами з дуже широкою основою і коротким квадратним хвостом, а також досить короткими ногами. Голова та горло темно-коричневі. Спина, груди та черево білі. Крила та хвіст темно-сірі. Дзьоб синювато-сірий з чорним кінчиком, очі темно-карі, а ноги — чорнуваті.

## Спосіб життя
Живе на деревах. Тримається невеликими зграями. Живиться комахами, переважно летючими. Сезон розмноження цих птахів невідомий — лише два спостереження за гніздами (мископодібне гніздо на гілці дерева на висоті близько п'ятнадцяти метрів біля основи великого епіфіта), були зроблені в липні. Є підстави вважати, що відтворення ланграйна білоспинного суттєво не відрізняється від того, що можна спостерігати в інших ланграйнів.